# Life Transmission
Life Transmission también conocido como Útfrymi ( Ectoplasma), fue un sencillo lanzado por la banda islandesa Þeyr en 1981 a través de Eskvimó.

El disco está formado por dos canciones: “Life Transmission”, que fue originalmente concebida como una “escultura de palabras” alrededor de la frase “Life Transmission” (“Transmisión de Vida”), aunque de hecho es el resultado final de la escritura automática y se convirtió en la primera canción que interpretaron en inglés. “Heima er Best”, que significa “El Hogar es el Mejor” (frase equivalente a “Hogar Dulce Hogar”), fue interpretada en islandés y está cargada con los quejidos reichianos de un joven que busca tener sexo con su compañera.
Las canciones de este disco aparecieron en Northern Lights Playhouse, un compilado lanzado por la discográfica Fálkinn. 

## Créditos
Vocalista: Magnús Guðmundsson.

Guitarras: Guðlaugur Kristinn Óttarsson y Þorsteinn Magnússon.

Bajo: Hilmar Örn Agnarsson.

Batería: Sigtryggur Baldursson.

Producción: Þeyr y Tony Cook.